# Festung Oderberg

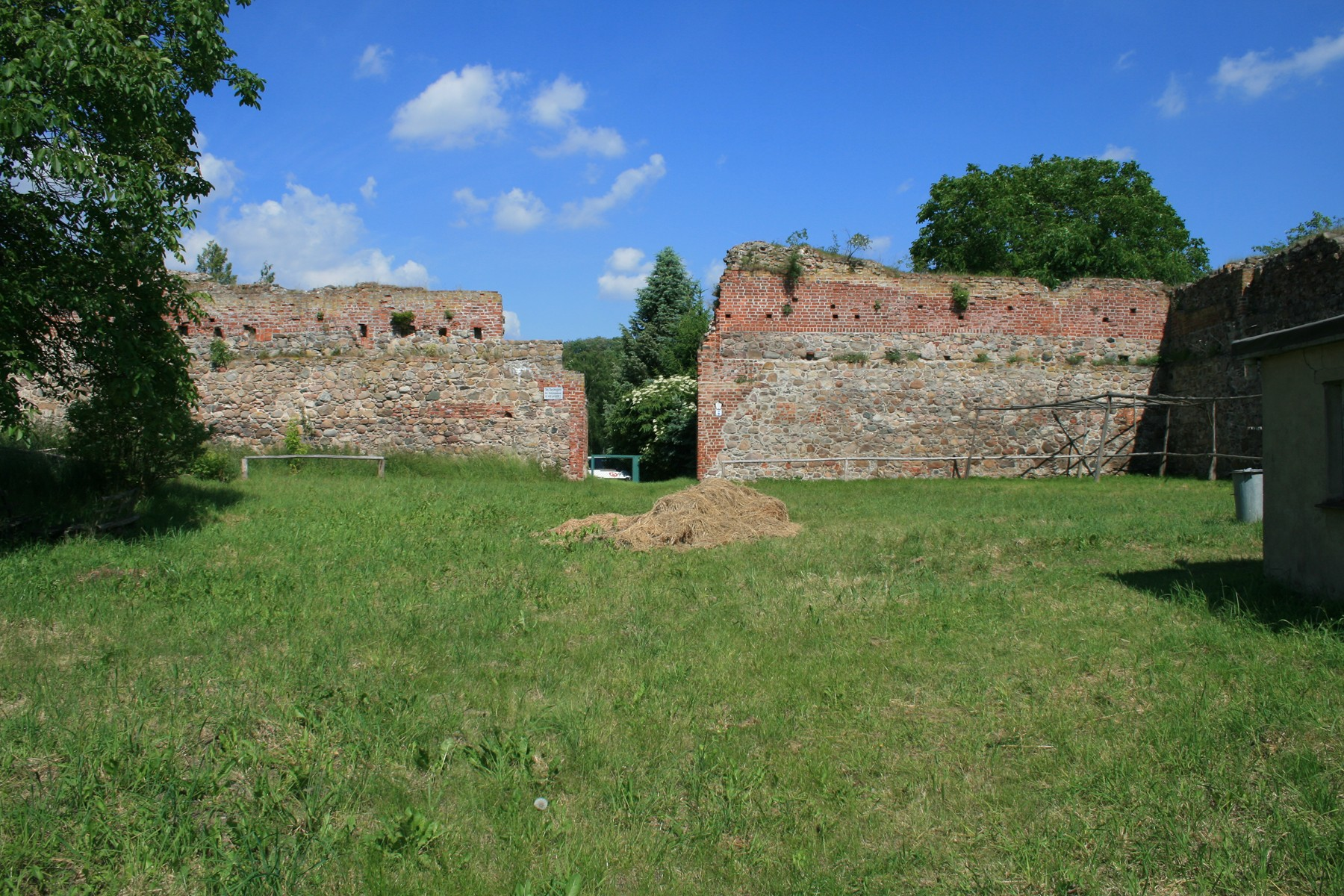
Kastellmauern der Festung Oderberg, genannt „Bärenkasten“

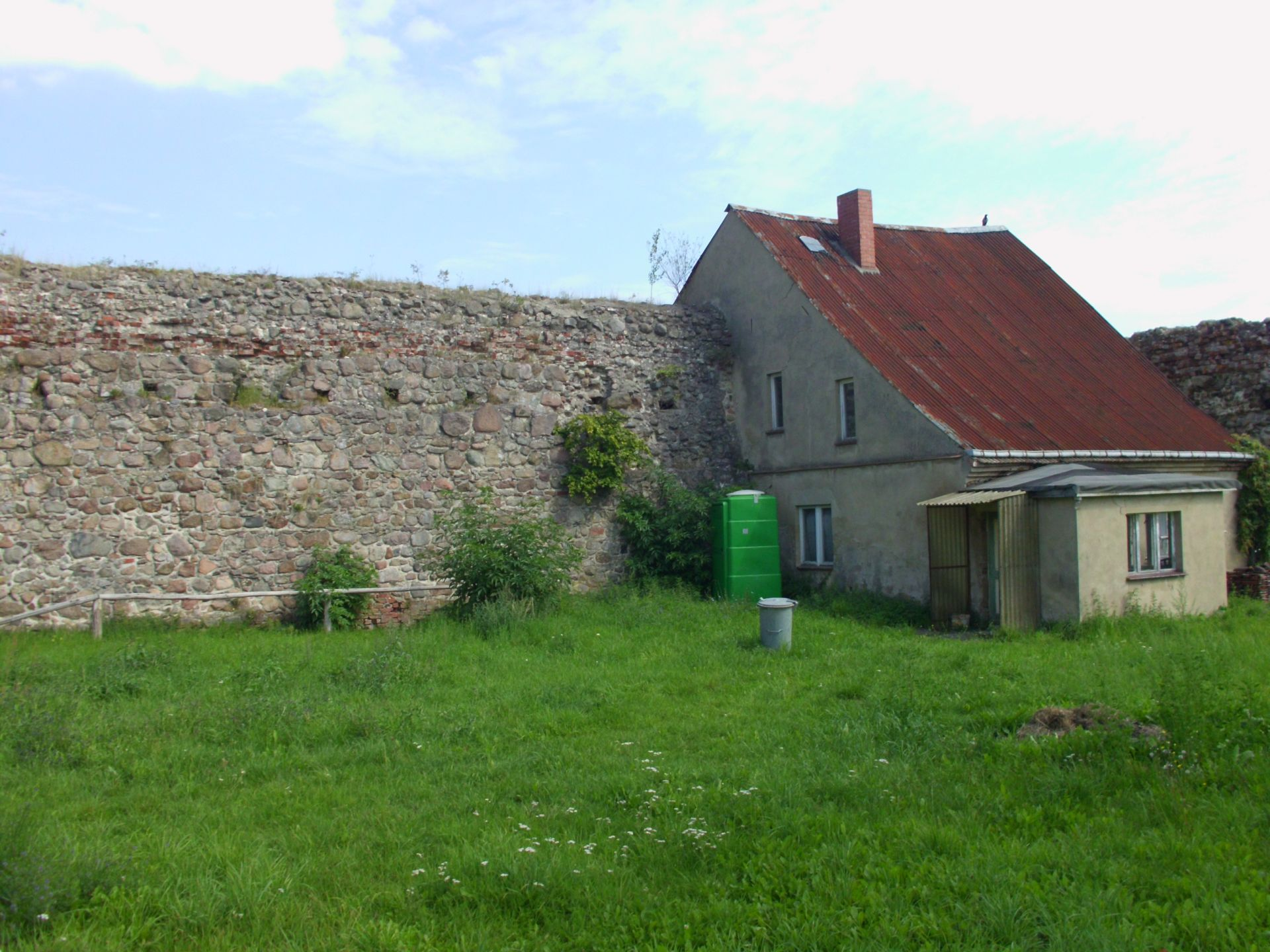
Letztes erhaltenes Siedlerhaus vom Ende des 18. Jahrhunderts an den Innenseiten der Kastellmauer

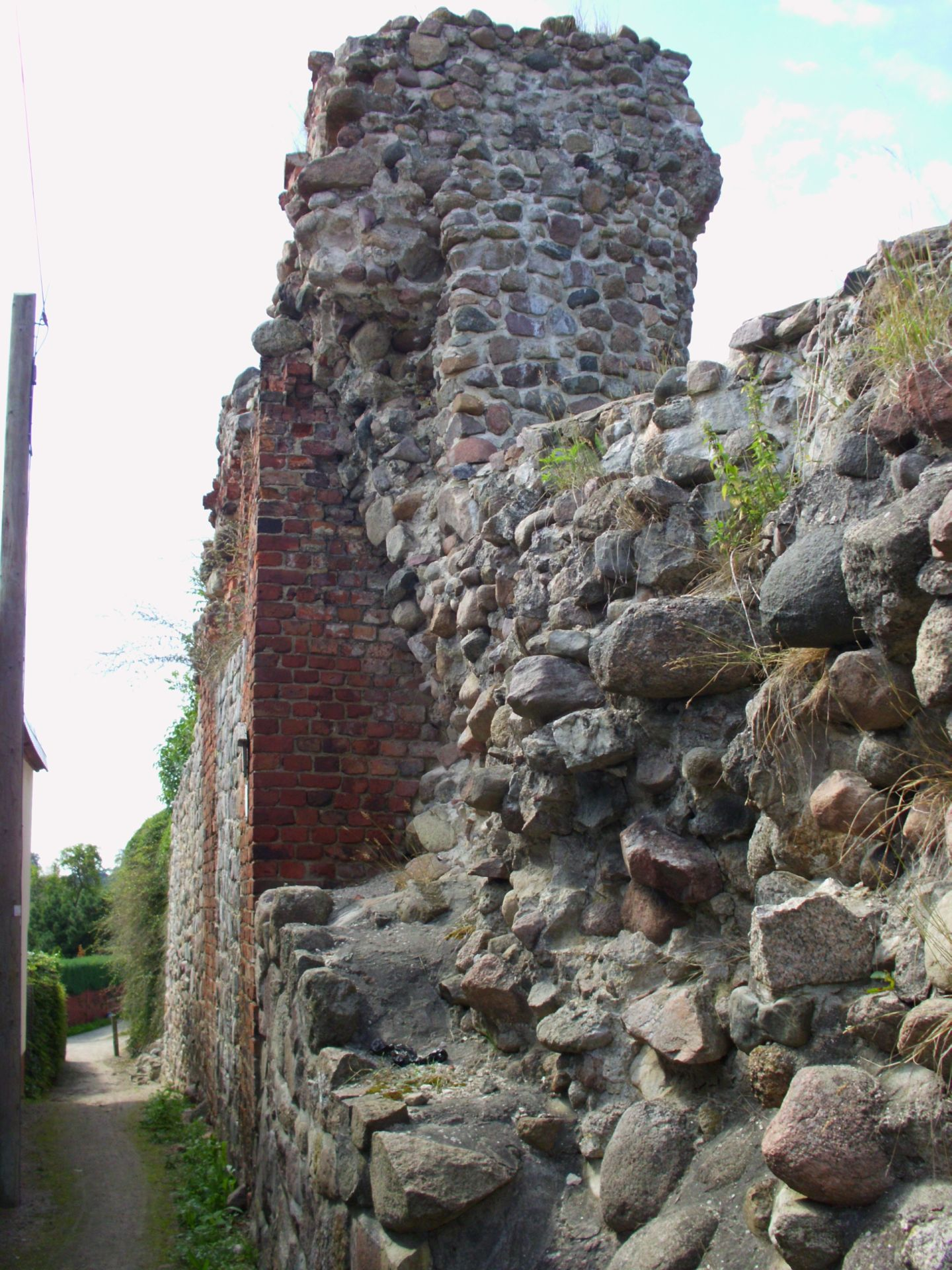
Kastellmauer mit Verwitterungsspuren

Die Festung Oderberg, ursprünglich Bardyn Castrum, volkstümlich auch Festung Bärenkasten genannt, stand ursprünglich auf einer Oder-Insel vor der heutigen Stadt Oderberg. Nach der Regulierung der Oder im 18. Jahrhundert verlandete die Insel. Heute findet man die Reste der Festung in einer Kleingartenanlage inmitten der Stadt.

## Name
Der ursprüngliche Name der Festung Oderberg war Bardyn Castrum. Der Name Bärenkasten, ist seit dem 17. Jahrhundert in zwei Quellen nachgewiesen. Zum einen verlangten 1623 Oderberger Bürger vom Kurfürsten, der in Friedenszeiten die Festung als Stützpunkt bei Jagden nutzte, in einer Beschwerde, dass stinkender Unrat aus dem Bärenkasten entsorgt werden solle. Man nimmt an, dass in Friedenszeiten Bären in einem sogenannten Bärenkasten zur Jagd und zur Belustigung der kurfürstlichen Jagdgesellschaft in der Festung gehalten wurden, wie es damals in vielen Festungen, Schlössern und Burgen üblich war.
In der zweiten Quelle schrieb Maria Sibylla Merian 1652, dass in der Festung Bären eingesperrt sind. Der Name Bärenkasten für die Festungsreste hat sich über die Jahrhunderte erhalten.

## 14. bis 17. Jahrhundert
Die Festung wurde ab 1353 anstelle einer 1349 im Krieg gegen die Pommern zerstörten Burg, die sich auf dem heutigen Albrechtsberg befand, errichtet. Da der Standort der Burg den Ansprüchen als Grenzfestung, zum Schutz des Oderübergangs und der Handelstraße sowie zur Zollkontrolle nicht mehr genügte, ließ Markgraf Ludwig der Ältere von Brandenburg die alte zerstörte Burg abreißen und ein neues Festungswerk auf einer dem Ort gegenüberliegenden Oderinsel errichten. Bereits die Slawen hatten an gleicher Stelle eine Fluchtburg errichtet.
Da Markgraf Ludwig selbst die finanziellen Mittel fehlten, erteilte er den örtlichen Adeligen Henning von Uchtenhagen und Dietrich von Mörner die Erlaubnis zum Bau der Festung. Zur Begleichung der Baukosten sollten die v. Uchtenhagen und v. Mörner an den Einnahmen der Festung beteiligt werden sowie das Wohnrecht in der Festung erhalten. Mit Fertigstellung der Festung im Jahr 1355 verkaufte Henning v. Uchtenhagen seine Anteile an Johann von Wedel.
In den Folgejahren wurde die Festung mit Waffen ausgerüstet, darunter auch mit Kanonen. Im Schutz der Festung erlebte Oderberg einen beachtlichen wirtschaftlichen Aufschwung. Das Landbuch Kaiser Karls IV. verzeichnet 1375 für Oderberg die höchsten Einnahmen in der Mark Brandenburg. Ab 1442 wurden Wochenmärkte abgehalten, auf denen regionale Produkte angeboten wurden. Für Waren aus anderen Gebieten wurden zunächst ein, ab 1532 zwei Jahrmärkte abgehalten. In dieser für die damalige Zeit langen Friedensphase wurde die Festung immer mehr vernachlässigt und soll nach zeitgenössischen Berichten fast bis zur Ruine verfallen sein.

## Dreißigjähriger Krieg
Nach den Pestepidemien von 1605, 1611 und 1612 brach 1618 schließlich der Dreißigjährige Krieg aus. Kurfürst Georg Wilhelm von Brandenburg ließ wegen der Bedrohung seines Landes durch die benachbarten Schweden aus Schwedisch-Vorpommern die Festung Oderberg wieder aufbauen, aufrüsten und bemannen. Die Oderberger Bürger wurden verpflichtet, bei den Bauarbeiten mitzuwirken. 1636 zog schließlich eine 150 Mann starke Besatzung unter dem Kommando von Hauptmann Baltasar Kunitz in die Festung ein. Bereits im folgenden Jahr erschienen schwedische Truppen unter General von Dromont vor Oderberg und belagerten die Festung mehrere Wochen erfolglos. Die Stadt wurde durch die Kämpfe fast völlig zerstört.
Nach dem Abzug der Schweden begann der Wiederaufbau, die Festung wurde repariert und u. a. mit Schanzwerken, sogenannten Kontreeskarpen verstärkt. Ab dem 14. Juli 1639 wurde die Festung erneut von den Schweden unter General Dromark belagert, die Besatzung unter Hauptmann August Friedrich von Kötteritz konnte die Anlage jedoch erfolgreich verteidigen. Angriffsversuche mit Flößen und Booten scheiterten an hohem Wasserstand und der starken Strömung der Oder, so dass die schwedischen Truppen die Belagerung abbrachen und weiter zogen. Die Festung war zwar beschädigt, blieb aber kampfbereit und wurde verstärkt. Oderberg dagegen wurde diesmal vollständig zerstört und ein unbewohnter, wüster Ort. Erst 1645 siedelten sich wieder neue Bewohner an.

## 17. Jahrhundert bis 18. Jahrhundert
Friedrich III., seit 1688 brandenburgischer Kurfürst und seit 1701 als Friedrich I. König in Preußen ließ die Festung weiter ausbauen und mit weiteren Schanzen und Traversen versehen. Zu Beginn seiner Regentschaft im Jahr 1688 wurde die Festung als Gebäude mit 3 Stockwerken, Innenhof, Wehrgang, 4 Ecktürmen und Palisaden beschrieben. Nördlich der Festung wurden Außenforts zur Deckung der Oder errichtet, mit Kanonen bestückt und mit Besatzungen bemannt.
Zum Ende des Großen Nordischen Krieges von 1700 bis 1721 schloss der preußische König Friedrich Wilhelm I. am 21. Juli 1720 Frieden mit dem Königreich Schweden und erwarb für 2 Millionen Taler Teile von Schwedisch-Vorpommern mit der Hafenstadt Stettin, die in der Folge zur Hauptfestung ausgebaut wurde. Die Festung Oderberg verlor dadurch praktisch ihre Bedeutung und wurde schrittweise aufgegeben. Ausrüstungen und Bewaffnung wurden abtransportiert, die Besatzung immer weiter reduziert, bis die Festung 1750 schließlich ohne Besatzung war und zusehends verfiel. Ab 1754 begann man, Gebäude abzutragen. So wurde das Kommandantenhaus abgerissen und dessen Baumaterialien andernorts verwendet, so z. B. im Haus in der heutigen Berliner Str. 50 in Oderberg. Lediglich die 8 m hohen und 3 m breiten Kastellmauern aus Feldsteinen blieben stehen, da es Feldsteine überall gab und diese so billig waren, dass ein Abriss der Mauern nicht lohnte. Durch die Regulierung der Oder bzw. des Oderbruchs während der Regentschaft von König Friedrich II. von Preußen verlandete die Festungsinsel.

## 18. Jahrhundert bis heute
Ende des 18. Jahrhunderts ließ der preußische König auf Staatskosten an den Innenseiten der Kastellmauern zehn Siedlerhäuser errichten. Es wurde eine Kolonie für 100 Menschen gegründet. Bis 1882 gab es auf dem Gelände sogar einen eigenen Friedhof für die Bärenkastenbewohner. Im Januar 1799 verlieh König Friedrich Wilhelm III. von Preußen persönlich dem erblindeten Invaliden und ehemaligen preußischem Unteroffizier Johann Friedrich Schützler das Wohnrecht in einem der Häuser als Erbpacht. Anfang des 20. Jahrhunderts waren die Siedlerhäuser allerdings so baufällig, dass die Bewohner (1905 wohnten hier noch 15 Familien) der neun in staatlichem Besitz befindlichen Häuser umgesiedelt und die Häuser abgerissen werden mussten. Nur das heute noch existierende, allerdings leerstehende Haus blieb vom Abriss verschont, da sich die damaligen Eigentümer auf das vom König 1799 verliehene privilegierte Wohn- und Erbpachteigentumsrecht berufen konnten.
Seit 1905 wurden und werden immer wieder Erhaltungsarbeiten an den Mauerresten durchgeführt. Trotzdem schreitet der Verfall vor allem witterungsbedingt unaufhaltsam voran. Wegen Feldsteinen, die sich aus den Mauern lösen, musste der Zugang zum Inneren des Bärenkastens gesperrt werden; die ebenfalls vom Verfall betroffene Außenseite ist allerdings frei zugänglich. Zur dauerhaften Sicherung der Mauerreste wären intensive Restaurierungsarbeiten notwendig.

## Festungskommandanten
- 1636–16xx Hauptmann Baltasar Kunitz
- 1639(?)–16xx Hauptmann Friedrich August von Kötteritz
- 1665–1674 Oberstleutnant Wolf Friedrich von Bromsdorff
- 1677–1687 Oberstleutnant Hans Joachim von Hagen
- 1687–1698 Oberst Friedrich Wilhelm von der Marwitz